# Верхуслава Всеволодовна (дочь Всеволода Мстиславича)
Верхуслава-Анастасия Всеволодовна (пол. Wierzchosława nowogrodzka; ок 1125 — 15 марта 1158/1162) — русская княжна из династии Рюриковичей, дочь новгородского князя Всеволода Мстиславича. Супруга польского князя Болеслава IV Кудрявого.

## Биография
Женитьба Болеслава на Верхуславе состоялась в 1137 году. Считается, что этот брак устроила мать Болеслава Саломея фон Берг-Шельклиген, чтобы создать альянс с русскими князьями против своего пасынка Владислава. В следующем году умер отец Болеслава польский князь Болеслав III Кривоустый. Согласно его завещанию, Болеслав получил вновь образованное Мазовецкое княжество и Восточную Куявию, и Верхуслава стала княгиней Мазовецкой.
В 1141 году вдовствующая королева Саломея устроила в Ленчице со своими сыновьями собор, направленный против Владислава. Верхуслава сопровождала мужа на этот собор. Однако выступление Болеслава и его братьев против Владислава потерпело неудачу, во многом из-за того, что Великий князь Киевский Всеволод Ольгович, на поддержку которого они рассчитывали, предпочёл принять сторону Владислава. Планы сыновей Саломеи получить себе больше земельных владений провалились, а в качестве дополнительного унижения Болеслав Кудрявый с братьями по поручению Владислава были вынуждены отправиться в 1142—1143 годах послами в Киев. А в 1144 году умерла их мать Саломея.
К весне 1146 года Владислав захватил Мазовию, изгнав Болеслава, и осадил Гнезно, однако неожиданно начался мятеж в его собственных землях, а сам он был отлучён от церкви. В итоге Владислав с семьёй был вынужден бежать в Священную Римскую империю, а победившие братья произвели передел Польши. Болеславу достались княжество Силезия и Сеньориальный удел вместе с титулом «великого князя Польши». Верхуслава стала, таким образом, великой княгиней Польши.
У княжеской пары было трое детей:
- Болеслав (1156—1172)
- дочь (род. до 1160 — ум. после 1178), которая в 1172/1173 году вышла замуж за Василька Ярополковича, князя Шумского и Дрохичинского[3]
- Лешек (1158[4]/1162[источник не указан 1701 день]—1186), князь Мазовии

Верхуслава, по-видимому, была похоронена в соборе в Плоцке. После её смерти Болеслав передал в цистерцианский монастырь в память о ней Евангелие, которое называлось «Евангелие Анастасии». Из этого исследователи делают вывод, что христианским именем Верхуславы было Анастасия.
В 1850 года был найден брактеат с именами «BOL.ANA» (позже были найдены другие подобные монеты). Считают что они принадлежали Болеславу Кудрявому и его жене Анастасии (Верхуславе)
После смерти первой жены Болеслав около 1160 года женился на Марии, «дочери Ростислава Перемышльского». Детей у них не было.